# Adlullia moalata
Adlullia moalata är en fjärilsart som beskrevs av Swinhoe 1916. Adlullia moalata ingår i släktet Adlullia och familjen tofsspinnare. Inga underarter finns listade i Catalogue of Life.